# Delo Naroda
Delo Naroda (russisch Дело народа – Die Sache des Volkes) war der Name einer Tageszeitung, die als Organ des Zentralkomitees der Partei der Sozialrevolutionäre in Petrograd vom 15.jul. / 28. März 1917greg. bis zum 14.jul. / 27. Januar 1918greg. herausgegeben wurde.
Bis zum 10. Junijul. / 23. Juni 1918greg. erschien sie unter verschiedenen Bezeichnungen. Die Redakteure waren Wladimir Michailowitsch Sensinow, R. W. Iwanow-Rasumnik, W.W. Lunkewitsch, Russanow, Wiktor Michailowitsch Tschernow u. a.
Die Zeitung unterstützte die provisorische Regierung, der Tschernow bis September 1917 als Minister angehörte. Sie nahm die Positionen der „Vaterlandsverteidiger“ und des „Versöhnlertums“ ein und rief zur Fortsetzung des Ersten Weltkriegs auf.
Die Oktoberrevolution lehnte sie ab. Somit wurde die Zeitung von den Bolschewiki verboten. Im Oktober 1918 erschienen noch vier Nummern in Samara (später umbenannt in Kuibyschew) und vom 20. bis zum 30. März 1919 in Moskau noch zehn Nummern. Danach wurde ihr Erscheinen endgültig eingestellt.